# Дея
Дея е най-високата планина в централна Албания, и най-висока такава като част от западната (вътрешна) верига на албанските планини. 
Североизточно от Дея, на около 10 km, се намира другата висока планина в района – Кунора с връх Лура и национален парк Лура. Южно от Дея продължава планинския ѝ хребет Черника в Дебър с безименна кота от 2100 m надморска височина. Югозападно от Дея е Бурел, а южно - Булкиза, покрай който се строи т.нар. албански път.